# 干草市场事件
干草市场事件（英語：Haymarket affair），又稱干草市场暴乱（Haymarket riot）、乾草市場屠殺（Haymarket massacre）、干草市场惨案，為發生于1886年的一場美國大規模工人集会及包括随后发生的爆炸案在内的一系列事件。当天的示威集会最初是一場和平遊行，目的是支持為争取八小時工作制而罷工的工人及回應前一天警方殺害多位麦考密克收割机公司工人。一位不明人士在警方即將驅散群眾的時候，向警方投擲了炸弹。炸弹爆炸及随后一系列枪击造成七名警察以及至少四名民眾死亡，另有多人受傷。
上述事件引發了後續訴訟，八名無政府主義者遭判處共謀罪。證據在於被告之一可能製造了炸彈，但是受審的所有被告都證明他們沒有拋擲炸彈。後來其中七位被判處死刑，另外一位被判十五年徒刑。七位被判死刑者中有兩位後來被伊利諾州州長理察·占士·歐格司比減刑為無期徒刑，另外有一位在牢獄中自殺以逃避絞刑。其他的四位被判死刑者在1887年11月11日被絞死。1893年，伊利諾州的新州長约翰·彼得·阿尔特吉尔德赦免了所有活著的被告並批評了这次審判。
干草市场事件一般被认为意义重大：它是5月1日举行的国际劳动节的起源，也是美国工人阶级對社会不满而發動的大动乱的高潮。劳工史学家威廉·阿德尔曼认为：
没有哪个事件能比芝加哥的干草市场事件对伊利诺伊州、美国乃至世界劳工史的影响更大。它始于1886年5月4日的一次集会，但其结果影响至今。虽然美国历史教科书中收录了这次集会，但很少有人准确地介绍这一事件，也很少有人指出它的意义。
该事件发生地于1992年被指定为芝加哥的地标，2004年又树立了一座雕塑。此外，1997年，在福雷斯特公園被告人的埋葬地上建起的干草市场烈士纪念碑被美国政府指定为国家历史地标。

## 背景
南北战争后，特别是长期萧条后，美国的工业生产规模迅速扩大。在当时的主要工业中心芝加哥，数以万计的德国和波西米亚移民以每天1.5美元左右的工资受雇于此。当时的美国工人普遍平均工作时间略多于60小时，每周工作六天。由于芝加哥是工业中心，其也迅速成为许多劳工组织要求改善工作条件的中心。芝加哥的雇主们采取了各种反工会的措施：开除工会成员并将其列入黑名单，不准工人进入工作场所，招募工贼，雇佣间谍、暴徒和私人保安部队，加剧工人内部的民族矛盾等以分裂工人。这一时期的商业利益得到主流报纸的支持，但遭到劳工和移民者媒体的反对。
在1882年至1886年经济放缓期间，各类社会主义和无政府主义组织十分活跃。拒绝社会主义和激进主义，但支持八小时工作制的劳工骑士团组织从1884年的7万人发展到1886年的70多万人。在芝加哥，大多数是移民的几千名工人以奥古斯特·施皮斯主编的德语报纸《工人报》为中心组成了无政府主义运动。其他无政府主义者则经营着一支部分军事化的革命力量，其武装部分配备有炸药。其革命战略的核心是相信，反对警察和夺取主要工业中心的成功行动将导致大量民众支持工人，并能得以发动革命，摧毁资本主义，建立社会主义经济体制。

### 五一游行及罢工
1884年10月，行會與工會聯盟召开大会，会上一致确定1886年5月1日为要求八小时工作制成为标准的日期。随着选定日期的临近，美国工会准备举行總罷工，支持八小时工作制。
1886年5月1日，数千名参加罢工和参加全美各地举行的集会的工人唱起了《八小时》一歌，这首歌的副歌反映了大动乱时期的社会思想：“八小时工作，八小时休息，八小时自由分配”。分析指出全美参与罢工的工人约在30万至50万之间。在纽约约有1万人上街示威，在底特律则有1万1千人，在威斯康辛州密尔沃基同样有1万余名工人出动。在运动的中心芝加哥，有约3万至4万名工人上街罢工，而参加各式抗议和游行的总人数可能达到了8万人。仅芝加哥木材厂就有1万名工人游行。尽管参与者可能高达8万人，但今仍不能确定国际劳动人民协会的建立者，无政府主义者阿尔伯特·帕森斯和他的妻子露西·帕森斯及他的家人究竟是否曾在密歇根大街组织过罢工。
5月3日，奥古斯特·施皮斯在麦考密克收割机公司工厂外的集会上发言，他建议罢工工人“团结起来，支持他们的工会，否则他们不会成功”。经过周密的计划和协调，到当天下班之前，总罢工基本上保持了非暴力状态。然而，当下班铃声响起时，一群工人涌向大门，与工贼对峙。尽管施皮斯呼吁各方冷静，但警察仍向人群开枪。两名麦考密克工人被当场打死（一些报纸的报道则称有六人死亡）。施皮斯后来作证说：“我当时非常气愤。我从过去的经验中知道，这种屠杀人民的行为，其明确目的是为了挫败八小时运动”。
当地的无政府主义者对警察的这一暴力行为感到愤怒，他们迅速印制并散发传单，呼吁第二天在干草市场广场（下简称为干草市场）举行集会，当时的干草市场是伦道夫街和德斯普兰斯街拐角处附近一个繁华的商业中心。这些传单用德文和英文印制，称警察因商业利益谋杀了罢工者，并敦促工人寻求正义。第一批传单上有这样的字样：“工人们武装起来，全力以赴！”当施皮斯看到传单时，他说除非把这句话去掉，否则他将不会在集会上发言。因此除了几百张传单没来得及销毁外，其他的第一批印制的传单都被销毁，后来印制并散发的新传单上删掉了这两句话。当地的无政府主义者总共散发了约2万张修订后的传单。

### 干草市场广场的集会

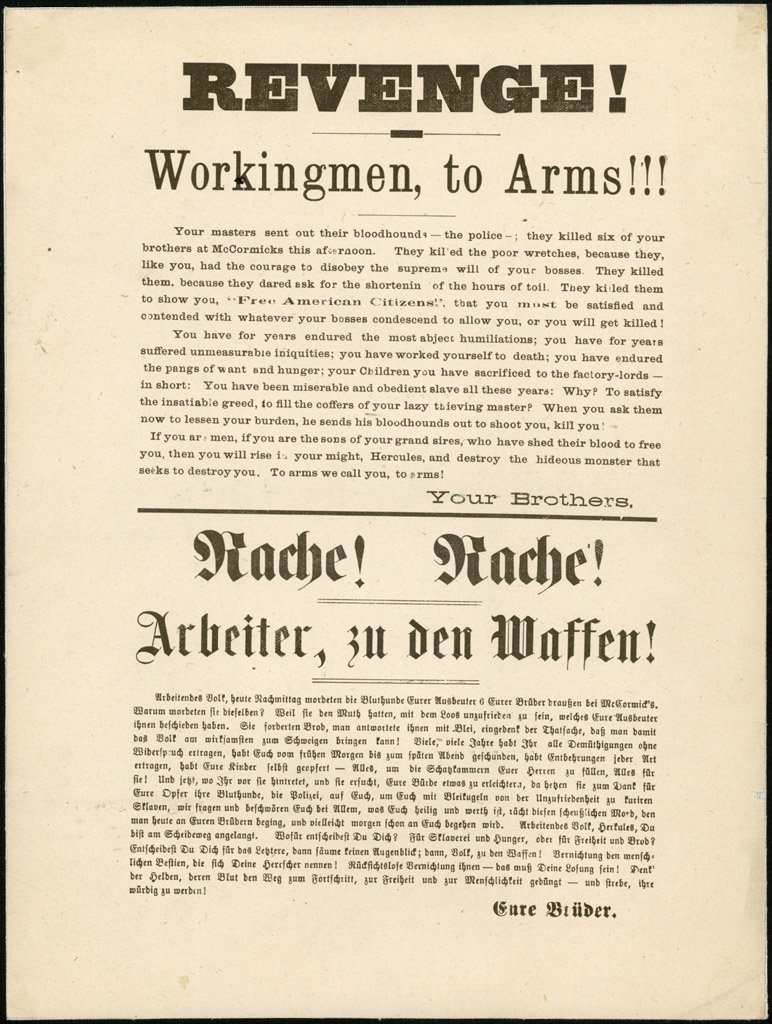
被散发的要求工人复仇的传单

5月4日晚，集会在一场小雨中和平地开始。奥古斯特·施皮斯、阿尔伯特·帕森斯及塞缪尔·菲尔登三人站在德普兰斯街广场附近的一辆马车上，向赶来的人群发表讲话，当时约有600至3000人在场，大量执勤的警察在附近观看他们的演讲。
保罗·阿夫里希，一位专门研究无政府主义的史学家，指施皮斯具体进行了包含如下部分的演讲：

在某些方面似乎普遍存在这样的观点：召开这次集会的目的是为了发动一场暴乱，因此所谓的“法律和秩序”方面为此进行了相应的战斗准备。然而，让我一开始就告诉大家，召开这次集会并不是为了任何这样的目的。这次集会是为了阐释八小时运动的总体情况，并对与之有关的各种事件进行说明。
在施皮斯的演讲之后，激进英语周刊《警钟》的编辑、亚拉巴马州出身的帕森斯向人群发表了讲话。人群十分平静，以至于顺道观看的市长老卡特·哈理森选择提前回家。帕森斯讲了近一个小时，然后走下台，让当晚的最后一位发言者，英国社会主义者菲尔登进行了一段简短的十分钟的讲话。由于天气越来越差，这时许多人已经选择离开。
发表于5月4日的《纽约时报》的一篇名为〈芝加哥街头的骚乱和流血事件……12名警察死亡〉文章称，菲尔登讲了20分钟，他的话“越说越野，越说越暴力”。《纽约时报》另一篇发表于5月6日，标题为〈安那其的红手〉的文章则指“无政府主义者的恶毒教义今晚在芝加哥结出了血腥的果实，在天亮之前，至少有十几个坚强的人将自己的生命献祭给了约翰·莫斯特先生的教义”，这篇文章将罢工者称为暴民，并在工人一词上加上引号。

#### 暴力冲突

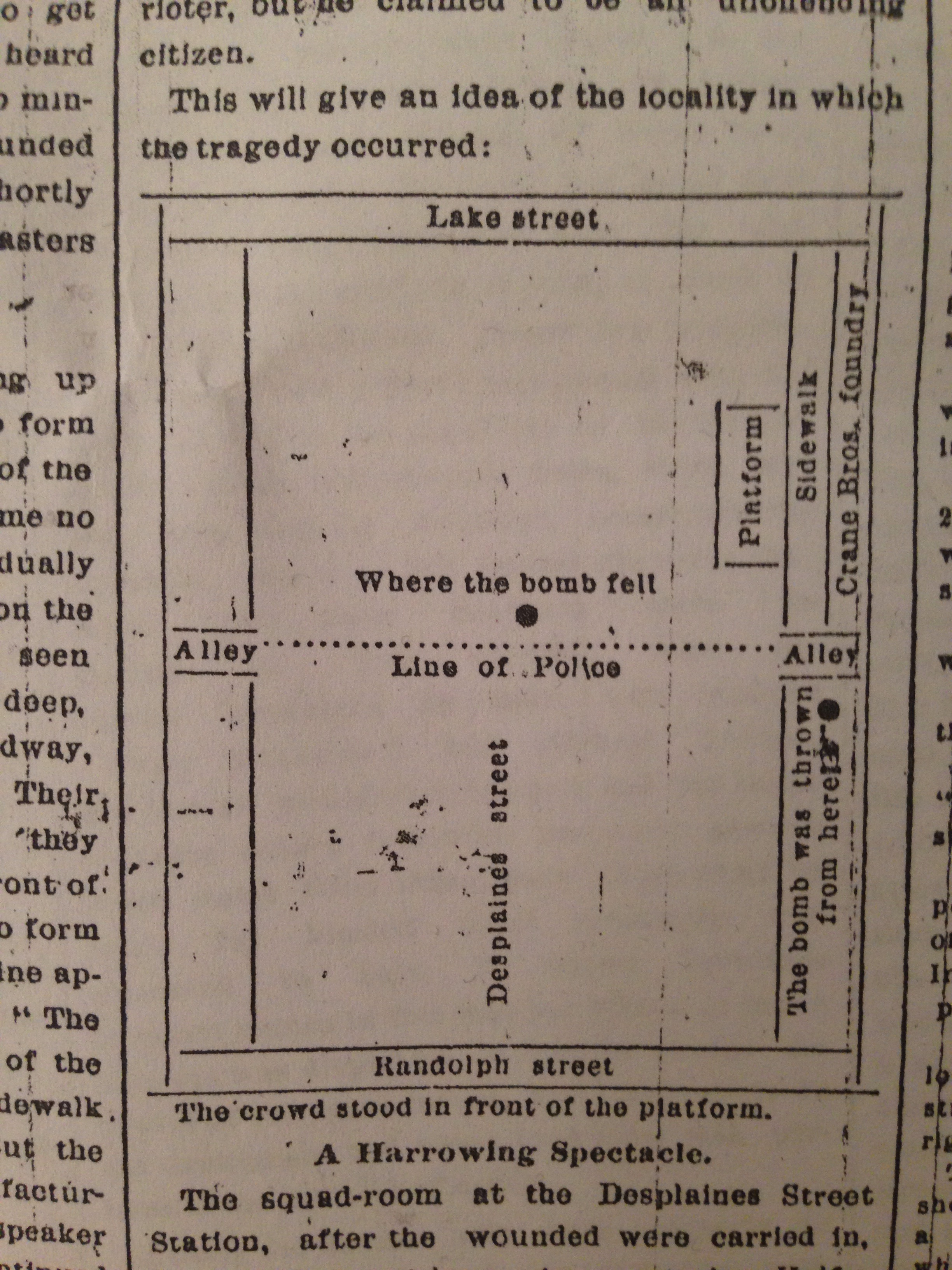
《芝加哥論壇報》于1886年5月公布的地图，上面标有炸弹爆炸的位置

5月4日晚10点30分左右，就在菲尔登结束演讲时，警察集体赶来并列队走向演讲者的马车，命令集会者散去。菲尔登坚持认为整个集会保持了和平的氛围。警察一方的约翰·邦菲尔德督察则当场宣布：
我以法律的名义命令你们[指向演讲者]停止，你们[指向人群]散开。
随后，一枚具脆皮金属外壳，内部装满了矽藻土炸藥的自制炸弹被扔到了列队前进的警察面前，并由一根导火索引燃。它的导火索短暂地燃烧了一下，随后爆裂开来，四散纷飞的金属破片连同炸弹本身炸死了一名名为马蒂亚斯·J·德根的警员，同时重伤了其他六名警察。
目击者称，炸弹爆炸后，警察和示威者之间立即爆发了大规模的枪战。但关于谁先开枪以及人群中是否有人向警察开枪，说法大相径庭。史学家保罗·阿夫里希称警察向逃跑的示威者开枪，之后重新装弹，然后再次开火，造成4人死亡，70多人受伤。而据5月4日《纽约时报》报道，示威者首先开始向警察开火，警察随后还击。没有争议的是，在不到5分钟的时间里，除了伤亡人员，广场上便空无一人。邦菲尔德督察在他的事件报告中写道，他“下达了停止射击的命令，担心我们的一些人在黑暗中会互相射击”。一名不愿透露姓名的警员告知《芝加哥論壇報》称“大量的警察被彼此的左轮手枪打伤。......每个人都为自己而战，当一些警察离开两三步后，旁边的人就会掏出他们的左轮手枪互射”。
- 1. 马蒂亚斯·J·德根，34岁[47]
- 2. 约翰·J·巴雷特，34岁[48]
- 3. 乔治·米勒，28岁[49]
- 4. 蒂莫西·弗莱文，27岁[50]
- 5. 迈克尔·希恩，29岁[51]
- 6. 托马斯·雷登，50岁[52]
- 7. 内尔斯·汉森，50岁[53]
- 8. 蒂莫西·沙利文，51岁[54]

最终，冲突造成七名警察及至少四名工人当场死亡，另有一名警察在两年后死于与当日受伤有关的并发症。时至今日，这次冲突仍是芝加哥警察局历史上最致命的一次警察殉职事件。大约60名警察在这次冲突中受伤。他们和其他一些受伤的人一起被抬到附近的一个警察局。警长迈克尔·沙克后来写道，受伤工人的数量“基本上超过了警察一方[受伤]的数量”。《芝加哥信使报》则描述了“疯狂大屠杀”的场景，并估计至少有50名死伤的平民躺在街上。至今仍不清楚到底有多少平民受伤，因为许多人害怕被捕而不敢就医。他们可能在医院外尽可能地医治了自己。

### 后果及红色恐慌

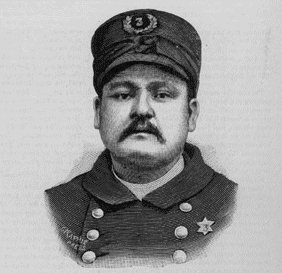
被炸弹炸死的警员马蒂亚斯·J·德根的画像

5月4日的冲突之后，美国掀起了一场严厉的反工会镇压，大动乱亦被平息。雇主恢复了对工人的控制，工人每天的工作时长被恢复到10小时甚至更长。社区和企业对警察进行了大力的支持，许多人捐献了数千美元作为他们的医疗费用或协助他们的工作。由于炸弹的投掷者并未被查出，整个劳工和移民社区，特别是德国人和波西米亚人，都受到了长期的怀疑。警方对与无政府主义有关的人员的住宅和办公室进行了突击检查。数十名嫌疑人被逮捕，其中许多人只是与干草市场事件有一点关系。芝加哥警方无视搜查令等法律规定，对芝加哥的劳工活动家进行了为期八周的大搜查，搜查他们的会议厅和营业场所以找出他们与事件的关联。这些搜查与检查重点聚焦于干草市场集会上的发言者和《工人报》。一小群无政府主义者被发现在事件发生的同一天参与制造了与当天的炸弹类似的炸弹。
报纸报道宣称，无政府主义煽动者是“骚乱”的罪魁祸首，这一观点在当时被惊恐的公众所采纳。随着时间的推移，关于这一事件的新闻报道和插图变得更加详尽。报道从只有本地报纸报道逐步演变至国际性报纸参与报道。当时在业主、新闻界和其他社会成员中，形成了一种镇压无政府主义煽动者是必要之举的共识，而工会组织，如劳工骑士团和手工业工会则迅速与无政府主义运动划清界限，否定暴力策略，认为暴力策略是自取灭亡。另一方面，许多工人认为平克頓偵探事務所的人应该对此负责，因为该机构秘密渗透了劳工团体并使用暴力手段破坏罢工导致矛盾激化。

## 法律诉讼程序

### 调查

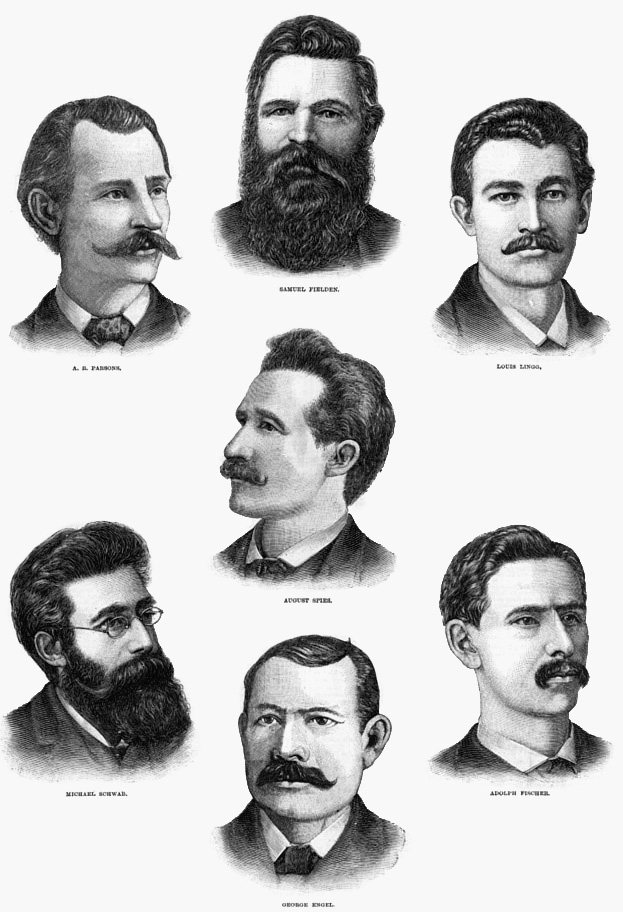
因谋杀德根而被判处死刑的七名无政府主义者的画像，此外还有一位此处未在此处展示的被告奥斯卡·尼伯被判处15年监禁

警方当时认为，无政府主义者投掷炸弹是一次有组织的密谋；但他们一直很难证明这一点。5月5日上午，警方突袭了《工人报》的办公室，逮捕了编辑奥古斯特·施皮斯和他的兄弟（后者未被起诉）。同时被捕的还有编辑助理迈克尔·施瓦布和排字员阿道夫·菲舍尔。警方经过搜查发现了要求工人复仇的传单和其他控方认为有罪的证据。
5月7日，警方搜查了路易斯·林格的住所，发现了一些炸弹和炸弹制造材料。林格的房东威廉·泽利格也被逮捕，但他与警方合作，指认林格是炸弹制造者，因此没有被控。施皮斯的一位合伙人，巴尔萨泽·劳同样被怀疑可能是炸弹制造者，并在奥马哈被警方所擒后带回芝加哥。经过审讯，劳表示愿意与警方合作。他声称，几位被告曾试验过炸弹，并指控他们在《工人报》上发表了他所说的暗语，“Ruhe”（德语，意为“和平”），作为在干草市场广场上的使用武器的暗号。

### 被告
鲁道夫·施瑙贝尔特是警方认为的炸弹投掷者的主要嫌疑人，他之前曾两次被捕。5月14日，当他被警察认为很有可能投掷了炸弹时已离开了美国。威廉·泽利格驳倒了州政府的证据并为控方作证，因此没有受到惩罚。1886年6月4日，其他八名嫌疑人被大陪审团起诉，并以谋杀德根的从犯身份接受审判。在这些人中，只有两个人在炸弹爆炸时在场：报纸编辑奥古斯特·施皮斯和塞缪尔·菲尔登曾在5月4日的集会上发言，并在炸弹爆炸前遵从警察的命令走下马车离场。《工人报》的排字员阿道夫·菲舍尔和著名的活动家阿尔伯特·理查德·帕森斯两人在集会开始时在场，后者还曾在集会上做了一小时的演讲，但炸弹爆炸前均已离场，爆炸发生时他们在无政府主义者的聚集地泽普夫厅。帕森斯认为针对他们的证据都很薄弱，但他们后来自愿自首并被起诉以声援被告。第五个人是施皮斯的助理编辑迈克尔·施瓦布，被起诉的原因是他在爆炸发生时正在另一个集会上发言。第六个人乔治·恩格尔和第七个人路易斯·林格与干草市场的集会根本没有关系，恩格尔在事发当天正在家中打牌，林格是被其伙伴泽利格谴责的头脑发热的炸弹制造者，二人均因其过往好战的激进主义被捕并被诉。最后一位是奥斯卡·尼伯，是一名出生在美国的德裔公民，与《工人报》有联系，试图在干草市场事件后恢复该报的运作。
八名被告中，有五名——施皮斯、菲舍尔、恩格尔、林格和施瓦布——是德意志出生的移民；第六名尼伯是在美国出生的德裔公民。其余两人，帕森斯和菲尔登，分别出生于美国和英国，具有英国血统。

### 审判

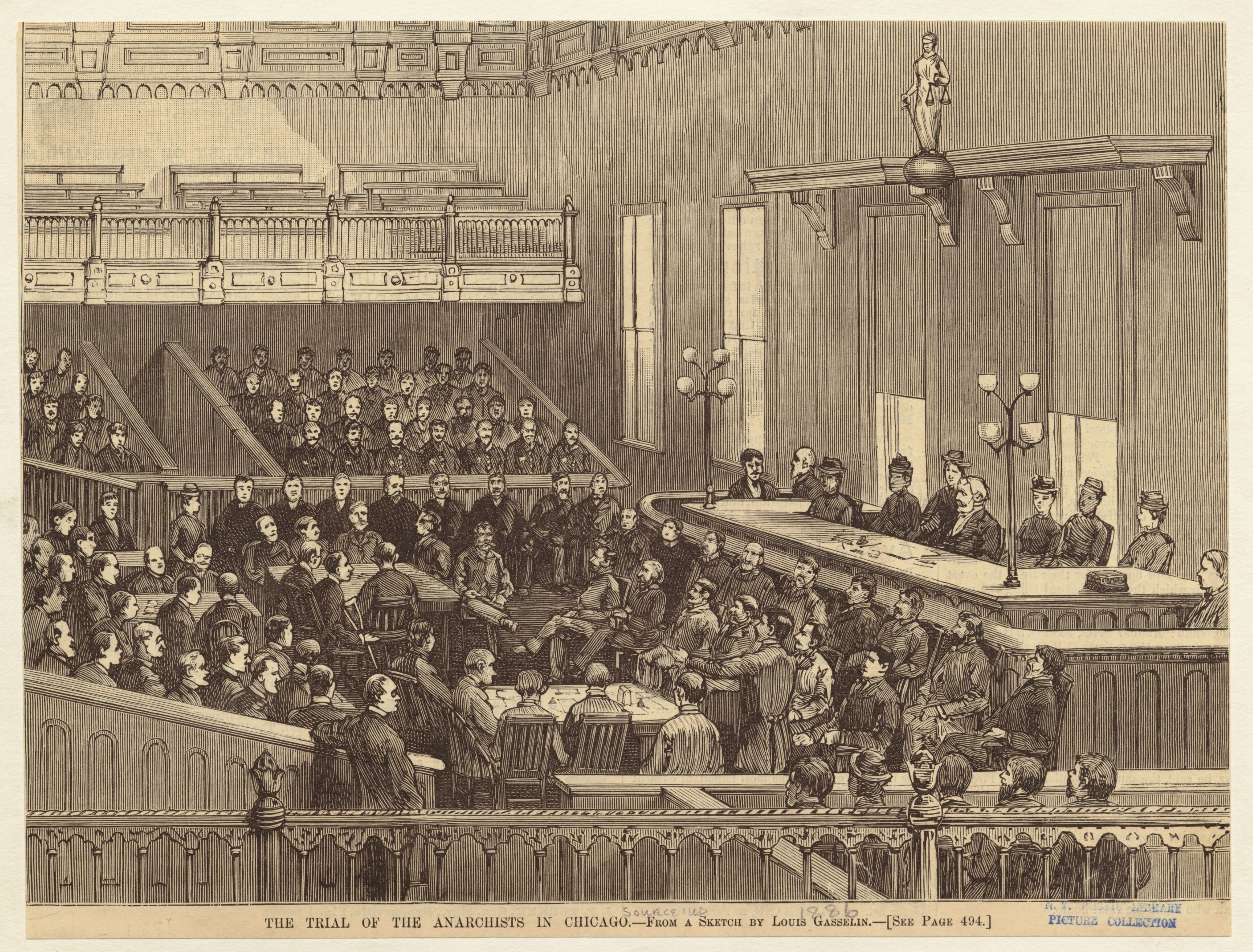
《伊利诺伊州诉奥古斯都·施皮斯等》，一位艺术家对审判的素描画

在公众和媒体对被告抱有极端偏见的气氛中，伊利诺伊州诉奥古斯都·施皮斯等一案于1886年6月21日开庭，一直审理至8月11日。该案由约瑟夫·加里法官进行审理；加里法官在法庭上公开敌视被告，不断为控方做出裁决，甚至没有保持基本的礼节。分开受审的被告的反议均被驳回。被告方的律师包括西格蒙德·蔡斯勒和威廉·珀金斯·布莱克。对陪审团的选择异常困难，前后耗费了三个星期的时间，并召集了近一千人。所有工会成员和任何对社会主义表示同情的人均不获选。被告方因此用尽了无因回避更换陪审团成员。由于被告方的无因回避，数百名陪审员的任命被驳回，法院因此任命了一名法警，由他来选择最终的陪审员，而非随机在被更换的陪审员中选择最终的陪审团。事实证明，法警自己也有偏见，他选择了那些根据其社会地位和对被告的态度似乎有可能认定有罪的陪审员。最后，一个由12人组成的陪审团被选成入座，其中大多数人公开承认对被告方有偏见。加里法官宣称尽管陪审团有偏见，但如果证据支持的话，被告方仍会被宣判无罪，以此拒绝以偏见为由重选陪审团。由朱利叶斯·格林内尔领导的控方认为，由于被告没有积极劝阻投掷炸弹的人，因此他们作为共谋者同样负有责任。陪审团听取了118人的证词，其中包括54名芝加哥警察局的成员和被告菲尔登、施瓦布、施皮斯和帕森斯的证词。当时的工人普遍认为平克頓偵探事務所的人混入了罢工的队伍，阿尔伯特·帕森斯的兄弟在庭上就宣称有证据表明平克頓偵探事務所与炸弹有关。
迈克尔·沙克警监领导的警方调查人员对从一名警察的伤口中取出的铅片进行了化学分析。他们报告称，这枚炸弹外壳上的铅片与在林格家中发现的炸弹外壳上的铅片成分一致。从伤口中取出的金属螺母和外壳碎片也与林格制造的炸弹中的螺母和外壳可能爆炸后产生的碎片大致相符。沙克根据这些以及一系列的访谈得出结论，无政府主义者多年来一直在用炸药和其他爆炸物进行试验，在想出在干草市场使用的有效炸弹之前完善了他们的炸弹设计。
在宣判前最后一刻，案情说明中被发现没有包括关于过失杀人的内容，陪审团因此再次被召回并被重新给出了一份案情说明。

### 判决及当时的反应

《哈泼斯周报》对判决的报道

陪审团判决所有八名被告有罪。在判决下达前，尼伯向法庭诉说称，沙克的警队是芝加哥最恶劣的犯罪团伙之一，他们洗劫房屋，偷窃钱财和手表。沙克当场大笑，而尼伯反讥道：“不要笑，沙克警监。你是他们中的一员。按照你自己的理解，你也是一个无政府主义者。我必须在这指出，如果追根到无政府主义的定义，你们都是无政府主义者”。法官加里最终判决七人绞刑，一人有期徒刑十五年。这一判决激起了劳工和工人运动家及其支持者的愤怒，导致了世界各地的抗议，并使被告在同情者中被认定为“烈士”。另一方面，新闻界将无政府主义者描绘成嗜血的外国狂热者，加上沙克警监1889年出版的耸人听闻的记述《安那其和无政府主义》，激发了公众对罢工者的广泛恐惧和反感，以及普遍的反移民情绪，并最终导致公众舆论两极分化。
《纽约时报》5月4日一篇题为〈安那其的红手〉的文章将事件描述为“无政府主义者恶毒教义”的“血腥果实”。《芝加哥时报》将几名被告称为“暴乱、掠夺、焚烧和谋杀的大顾问”；当时的其他记者将被告描述为“血腥的畜生”、“红色流氓”、“硝酸甘油无政府主义者”、“血腥的怪物”、“懦夫”、“谋杀犯”、“贼”、“刺客”以及“恶魔”。记者乔治·弗里德里希·帕森斯在《大西洋月刊》上发表的一篇文章中指出了美国中产阶级对劳工激进主义的恐惧，并认为工人的麻烦只能怪他们自己。爱德华·艾威林称：“如果这些人最终真被绞死了，那也应该怪《芝加哥论坛报》”。领导调查的沙克因涉嫌在该案中伪造证据而被开除，但后于1892年复职。

### 上诉
该案于1887年被上诉至伊利诺伊州最高法院，随后又在约翰·伦道夫·塔克、罗杰·阿特金森·普赖尔、本杰明·巴特勒将军和威廉·珀金斯·布莱克代理被告的情况下上诉至了美国最高法院并要求移审，但均被驳回。

### 减刑及自杀
在上诉无效后，伊利诺伊州州长理察·占士·歐格司比于1887年11月10日将菲尔登和施瓦布减刑至终身监禁。在预定执行绞刑的前夕，林格在牢房里用一个偷运进牢房的雷管自杀。据报道称，他把雷管像雪茄一样含在嘴里，随后的爆炸把他的半边脸炸掉了，他在痛苦中又活了六个小时。

### 处刑

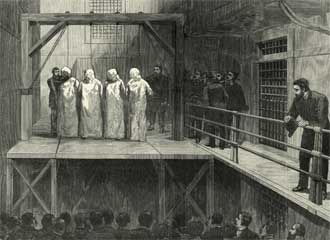
描绘被告恩格尔、菲舍尔、帕森斯和施皮斯被绞死的油画

1887年11月11日，林格自杀后的第二天，四名被告——恩格尔、菲舍尔、帕森斯和施皮斯——身穿白袍、头戴头罩被押上绞架。随后他们开始唱起当时国际革命运动的颂歌《馬賽曲》。包括阿尔伯特·帕森斯的妻子露西·帕森斯在内的被告的家人试图见被告最后一面，不过他们被逮捕并被搜身以确定是否携带有炸弹（但最终并没有发现任何一枚炸弹）。据目击者称，在这四人被绞死前，施皮斯曾大喊：“終會有一天，我們死亡的沈默，會遠比今天你們所要壓制的言論更為宏亮有力！”随后恩格尔和菲舍尔也高喊：“为无政府主义欢呼！”，帕森斯随后请求发言，但被绞刑开始的信号所打断。目击者报告称，四人在活板门被打开并被吊起后并没有立即死亡，而是慢慢地被绳子勒死，这让在场的观众们明显感到震撼。

### 炸弹投掷者的身份
尽管八名无政府主义者被判共谋罪，但真正的炸弹投掷者并未被送上法庭，“没有任何律师的解释可以使一场缺少主犯的共谋审判看起来完全合法”。包括詹姆斯·乔尔和蒂莫西·梅瑟-克鲁泽在内的史学家认为证据表明施瓦布的姐夫鲁道夫·施瑙贝尔特可能是真正的炸弹投掷者。

### 相关资料
芝加哥历史学会建立了干草市场事件数字集以存储与干草市场事件和相关法律程序有关的文件集。

## 赦免及历史定性

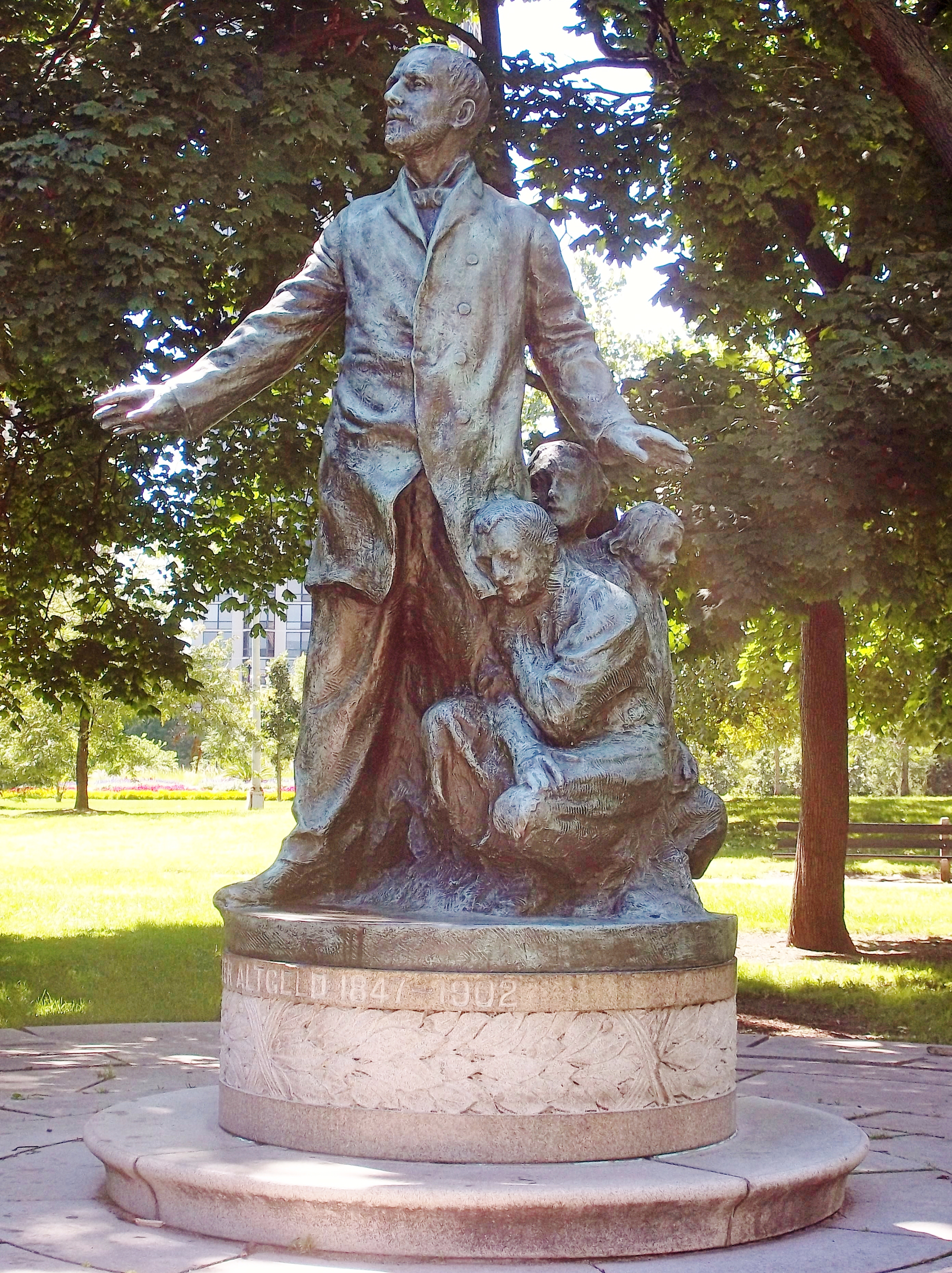
古森·博格勒姆为阿尔特吉尔德设计的纪念碑，后伊利诺伊州议会于1915年将其树立于芝加哥林肯公园

美国及国外劳工运动的支持者和同情者普遍认为这是一场不公正的审判，甚至可能造成了严重的冤獄。小说家威廉·迪安·豪威尔斯、著名律师克拉倫斯·丹諾、诗人兼剧作家奥斯卡·王尔德、剧作家萧伯纳和诗人威廉·莫里斯等知名人士强烈谴责这一审判。1893年6月26日，伊利诺伊州州长、进步派人士、德裔移民约翰·彼得·阿尔特吉尔德签署了对菲尔登、尼伯和施瓦布的赦免令，称他们是“歇斯底里、被买通的陪审团和有偏见的法官”的受害者，并指出州政府“从未发现是谁扔的炸弹杀死了警察，而且证据并未显示被告和扔炸弹的人之间有什么联系”。阿尔特吉尔德还指责芝加哥政府没有追究平克顿侦探对罢工工人多次使用致命武力的责任。阿尔特吉尔德有关劳工的行动最终导致他没能连任州长。
审判结束后不久，无政府主义者戴尔·卢姆从批判的角度写了这次案件的审判史，1888年乔治·麦克莱恩从相反的角度写了另一本审判史，1889年警监迈克尔·沙克在麦克莱恩之后又写了一本。在等待判决期间，每名被告都写了自己的自传（这些自传后来于1969年被史学家菲利普·福纳编篡并出版），阿尔伯特·帕森斯的妻子露西·帕森斯随后写了一份关于他丈夫的传记。事件发生五十年后，亨利·戴维写了一部干草市场事件史，随后保罗·阿夫里希于1984年进行了一系列的学术研究并出版了多部书籍，1988年布鲁斯·尼尔森写了关于该事件的社会史，2006年劳工史学家詹姆斯·格林写了有关该事件的通俗史。
克里斯托弗·泰尔在《芝加哥百科全书》中写道，由于缺乏有关爆炸案的可靠证据，“控方把重点放在了被告的著作和演讲上”。他还注意到这次的共谋罪的诉告在法律上前所未有，且审判中法官明确地表达了自己的党派立场、所有陪审员都承认对被告有偏见。史学家卡尔·史密斯写道“围绕着审判的恐惧和愤怒的感情在一开始就排除了正义的幌子之外的一切”。史密斯注意到学者们一直认为这次审判“臭名昭著”、“未能得到公正审理”。在一份对被告方相对持更批判态度的回顾中，史学家乔恩·蒂福特认为“干草市场的悲剧在于美国的司法系统并没能保护那些最需要保护的天杀的傻瓜们......。最需要国家保护的是那些说话太多、太疯狂的、天杀的傻瓜们”。史学家蒂莫西·梅瑟-克鲁泽重审了审判记录后认为诉讼程序在当时是公平的，他的这一观点挑战了历史上的主流观点。

## 对劳工运动的影响及意义
史学家内森·费恩指出，工会活动在干草市场事件前显示出了活力，并于1886年芝加哥劳工党的成立达到了高潮。
费恩观察到：

事实是，尽管5月4日的炸弹投掷事件后警察进行了镇压，报纸煽动了歇斯底里的情绪，并动员了有产阶级，而芝加哥的工薪阶层只是联合了他们的力量并加强了抵抗。保守派和激进派的中央机构——工会和劳工骑士团各有两个——中的社会主义者和无政府主义者、单一税者和改革者、本地出生[……]和外国出生的德国人、波西米亚人和斯堪的纳维亚人、都在干草市场事件后的夏天第一次在政治领域走到了一起……。劳工骑士团的成员增长了一倍，在1886年秋季达到4万人。芝加哥工人在劳动节当天的游行人数在全国领先。

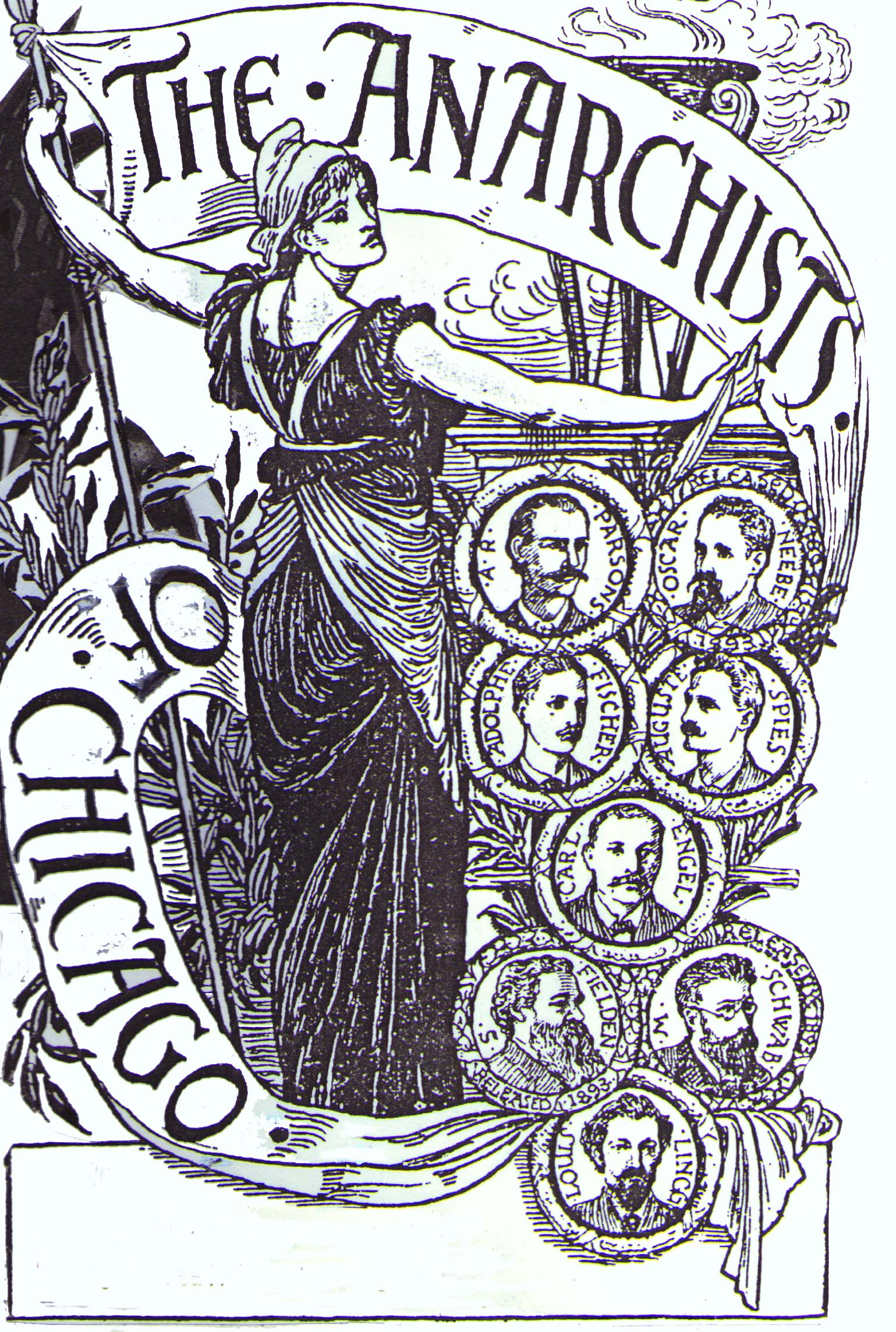
由英国艺术与工艺运动的艺术家沃尔特·克莱恩所创作的《芝加哥的无政府主义者》，这幅作品表现了对该次事件中受审者的同情，并在无政府主义者、社会主义者和劳工活动家中广泛流传

在事件一周年之际的1887年5月4日，《纽约论坛报》发表了对参议员利兰·斯坦福的采访，斯坦福在采访中承认了“资本家和劳工之间的冲突正在加剧”这一共识，并阐述了劳工骑士团为改善劳工条件所倡导的工人所有的合作社工业体系的愿景。后来出版的一本小册子整理了这次采访的内容及斯坦福在参议院提出的促进合作社的法案。
民众则继续施加压力，要求在全国范围内实行八小时工作制。在1888年的美国劳工联合会大会上，联合会决定为缩短工作日再次开展运动。1890年5月1日被确定为工人为实现八小时工作制而进行罢工的日期。
1889年，美国劳工联合会会长龔帕斯写信给正在巴黎进行第一次代表大会的第二国际。他向全世界的社会主义者通报了美国劳工联合会的计划，并提议为实现普遍的八小时工作制进行国际斗争。为龔帕斯的信件，第二国际通过了一项决议，呼吁在某一天进行“大规模的国际性游行示威”，以促进各地八小时工作制运动的进展。鉴于美国劳工联合会的计划，第二国际将1890年5月1日作为是次示威的具体日期。
第二国际通过该决议的一个次要目的是为了纪念干草市场的烈士和其他与1886年5月1日的罢工有关而被杀害的工人。史学家菲利普·福纳写道：“毫无疑问，与巴黎大会通过的决议有关的每个人都知道1886年美国5月1日为争取八小时工作制举行的示威和罢工[……]以及与干草市场的悲剧有关的事”。
第一个国际劳动节取得了惊人的成功。1890年5月2日《紐約世界報》的头版专门报道了这一事件。其使用的两个标题分别是“文明世界所有贸易中心的欢呼雀跃工人的游行”和“各地工人共同要求过正常的一天”。伦敦《泰晤士报》列举了二十几个举行示威的欧洲城市，并指出在古巴、秘鲁和智利也有集会活动。1891年，五一劳动节正式成为了一项年度节日。
在墨西哥，公众对五月一日与干草市场烈士的联系一直很强烈。1921年5月1日，时处墨西哥的瓊斯夫人写道“‘节日’之日”标志着“芝加哥的工人因要求八小时工作制而被杀害”。1929年，《纽约时报》将墨西哥城的五一节游行称为“纪念1887年在芝加哥被杀者的年度游行”。
干草市场事件的影响并不仅限于促成了每年五月一日的庆祝活动。活动家和政治理论家埃玛·戈尔德曼在阅读了关于该事件和处决的文章后被无政府主义所吸引，她后来将干草市场事件描述为“激发我的精神诞生成长的事件”。她认为干草市场的烈士们是“我人生中最重要的影响者”。她的朋友亞歷山大·貝克曼也将干草市场的无政府主义者描述为“强大而重要的鼓舞”。此外，包括伏爾泰琳·克蕾和世界产业工人的创始人之一的比尔·海伍德在内的其他一些人同样因干草市场事件开始转向无政府主义或革命社会主义。戈尔德曼在给史学家麦克斯·奈特劳的信中称，干草市场事件唤醒了“成百上千人”的社会意识。

## 对炸弹投掷者身份的猜测
虽然控方承认没有任何一个被告直接参与了爆炸案，但也提出了林格制造了炸弹的论点，两名控方证人（哈里·吉尔默和马尔文·汤普森）试图以此暗示炸弹投掷者得到了施皮斯、菲舍尔和施瓦布的帮助。被告则声称完全不知道炸弹投掷者的身份。
包括罗伯特·赖策尔在内的几位活动家后来曾暗示他们知道炸弹投掷者的真实身份。一些作家和评论家对炸弹投掷者的真实身份进行了推测：

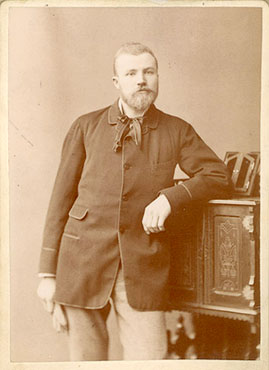
鲁道夫·施瑙贝尔特遭到了控方起诉，但在开庭前逃离了美国。一名控方的证人根据他的这张照片指认了他

- 鲁道夫·施瑙贝尔特（1863–1901年）是一位社会活动家，是迈克尔·施瓦布的姐夫。炸弹爆炸时他在现场。芝加哥警察局总监（英语：General Superintendent of the Chicago Police Department）弗雷德里克·埃伯索尔德（英语：Frederick Ebersold）于1886年6月14日签发了一份手写的详细通报，以谋杀和煽动暴乱的罪名逮捕了他[119][120]。施瑙贝尔特与其他几名被告一起被起诉，但在开庭前逃离了芝加哥，后来又逃离了美国。他是警探们认定的主要嫌疑人，州政府的证人吉尔默作证说他看到施瑙贝尔特扔了炸弹，并在法庭上根据一张照片指认了他[121]。施瑙贝尔特后来从伦敦寄来两封信，否认了所有控告，并在信中称：“如果我真的扔了这个炸弹，我肯定会大大方方地承认自己的罪行，但真的不是我扔的，我甚至没有过这种想法”[122]。他是本次事件中最常被认为是真凶，且最广为人知的嫌疑人。弗兰克·哈里斯在1908年根据本事件演绎的书籍《炸弹》中也认为他是凶手，在书中他从施瑙贝尔特的角度写起，以施瑙贝尔特在临终前的忏悔作为开场。然而，哈里斯的这些描写均为虚构，认识施瑙贝尔特的人就这一点激烈地批评了这本书[123]。
- 乔治·施瓦布是一名德裔鞋匠，于1924年去世。德裔无政府主义者卡尔·诺尔德声称他在与其他活动家的通信中了解到施瓦布是炸弹投掷者，但并没有给出具体的证据。史学家保罗·阿夫里希（英语：Paul Avrich）也对他有所怀疑，不过阿夫里希也指出，虽然施瓦布事发时确实在芝加哥，但他刚来没几天；这点与其他人称炸弹投掷者是芝加哥的一个知名人物的说法相矛盾[124][125]。
- 乔治·门格（1840年左右出生）是一名德裔无政府主义者、马车夫，他在芝加哥郊外拥有一个小农场，1883年从巴伐利亚移民美国后一直在那里居住。他与帕森斯和施皮斯一样，是匹兹堡大会的代表和国际工人协会的成员。门格的孙女埃达·莫勒曾给阿夫里希写信称，她的妈妈曾告诉她她的祖父是炸弹投掷者。门格在1907年前的某天死于一场沙龙发生的火灾中。阿夫里希根据他和莫勒的通信认为有“很大的可能性”默默无闻的门格是真正的炸弹投掷者[126]。
- 一些无政府主义活动家认为是政府派来的一名内奸（英语：agent provocateur）投掷了炸弹。阿尔伯特·帕森斯相信炸弹投掷者其实是警察或者平克顿侦探事务所派来的，目的是打击劳工运动。但是，这一观点与几名活动家称炸弹投掷者是无政府主义者的说法相矛盾。露西·帕森斯和约翰·莫斯特（英语：Johann Most）均不相信炸弹投掷者是警察或平克顿事务所派来的。戴尔·卢姆称“把干草市场的炸弹归咎于平克顿侦探事务所”是“愚蠢的”行为[127]。
- 人们还普遍怀疑是一名心怀不满的工人投掷了炸弹。阿道夫·菲舍尔曾被问及是否知道是谁投掷了炸弹，他回答道：“我想可能是某个兴奋的工人”。奥斯卡·尼伯则说是“某个怪人”投掷了炸弹[128]。后来的州长阿尔特吉尔德认为炸弹投掷者可能只是个心怀不满的工人，与被告或者无政府主义运动都没什么关系，只是私下里对警察的行为不满。在他的赦免声明中，阿尔特吉尔德称，警察对工人的屡次暴行招致了这次报复，并补充称：“邦菲尔德督察才是真正对警察的死亡负有责任的人”[129]。
- 克勒马纳·许茨被纽约的无政府主义者、诈骗犯弗兰兹·梅霍夫认定为炸弹投掷者，梅霍夫在一份书面陈述中声称，许茨曾经承认自己投掷了干草市场的炸弹。梅霍夫的律师奥古斯特·瓦格纳在梅霍夫被处决的前一天从纽约给辩护律师威廉·布莱克发了一封电报，声称知道炸弹投掷者的身份，布莱克试图用这封电报推迟行刑的日期，但被州长歐格司比拒绝。人们后来得知，在对梅霍夫的保险欺诈案的审判中，许茨是对梅霍夫不利的主要证人，所以梅霍夫的书面陈述从未被史学家认为是可信的材料[130]。
- 雷诺·“大个子”·克鲁格在爆炸后的混战中或在第二天的另一场骚乱中被警方击毙，他曾被列为嫌疑人，但同样没有证据支持[131][132]。
- 印第安納波利斯的酒馆老板约翰·菲利普·德鲁斯报告了一个神秘的外来者，据称，在爆炸案发生的前一天，他在自己的酒馆遇到了一个陌生人。这个人背着一个挎包，正在从纽约前往芝加哥的路上。据德鲁斯说，这个外来者对芝加哥的劳工状况很感兴趣，反复指着他的挎包说：“你很快就会听到那里的一些麻烦”[133]。帕森斯曾利用德鲁斯的证词暗示炸弹投掷者是由东海岸的资本家派来的[134]。德鲁斯的陈述中并没有有关这个人的更详细的信息。

## 埋葬及纪念碑

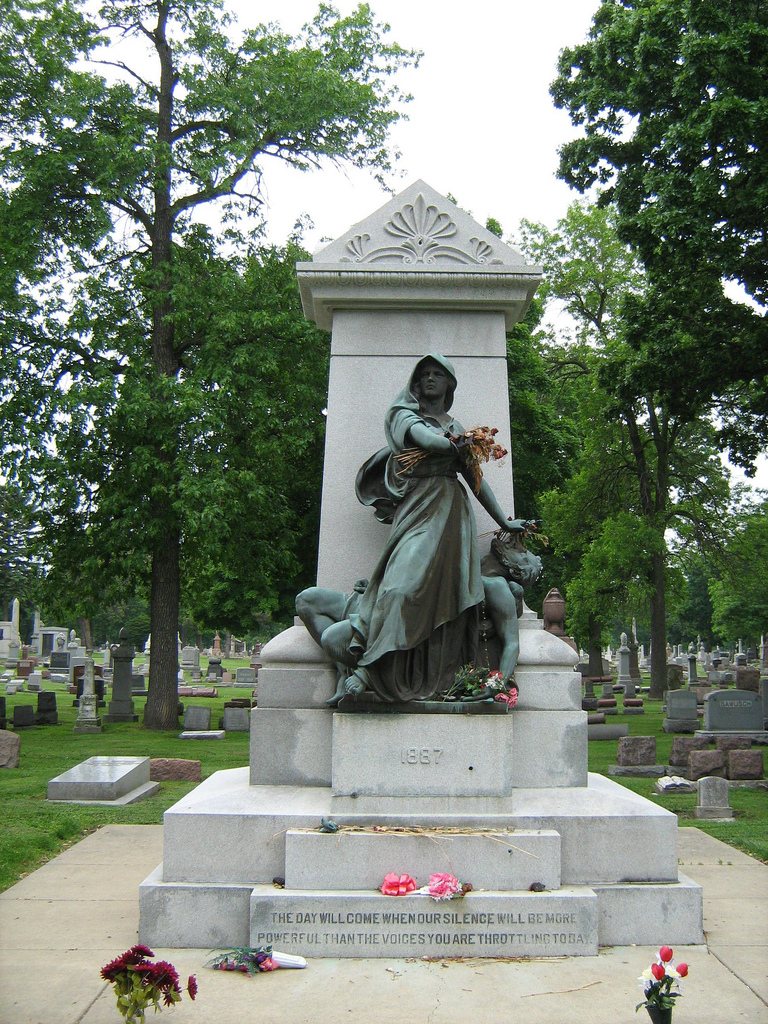
伊利诺伊州福雷斯特公園森林之家公墓干草市场烈士纪念碑的图片，摄于2009年

林格、施皮斯、菲舍尔、恩格尔和帕森斯被葬于芝加哥市郊福雷斯特公園的德意志瓦尔德海姆公墓（后来被合并至森林之家公墓）。施瓦布和尼伯在死后同样被葬于此，七人最终以“烈士”的身份于此团聚。1893年，雕塑家阿尔伯特·魏纳特为七人修建了干草市场烈士纪念碑。又一个世纪后，该纪念碑被美国内政部收录至《國家史蹟名錄》。
包括埃玛·戈尔德曼在内，许多20世纪的劳工运动家选择在死后葬在干草市场烈士纪念碑附近。
2016年10月，森林之家公墓挖出了一个时间胶囊，里面有若干与干草市场事件有关的材料。

## 其他纪念物

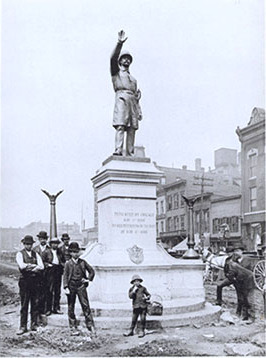
1889年，工人们完成安装约翰内斯·格勒特设计的干草市场警察纪念碑时的情景，该雕像现位于芝加哥警察局

1889年5月30日，由芝加哥联合俱乐部出资，雕塑家约翰内斯·格勒特制作的九英尺（2.7米）纪念铜像，干草市场警察纪念碑，在干草市场广场的中央落成。马蒂亚斯·德根的儿子弗兰克·德根为雕像揭幕。1927年5月4日，干草市场事件发生41周年后，一辆路面電車跃出街道，撞向雕像并造成雕像受损。驾驶员称，他“因看到那个警察举着胳膊而感到恶心”。芝加哥市政府于1928年修复了这座雕像并将其移至联合公园。20世纪50年代，肯尼迪高速公路的建设需要拆除大约50%的旧干草广场，因此，在1956年，雕像被再度移到了一个专门为它建造的、接近原本位置的平台上。

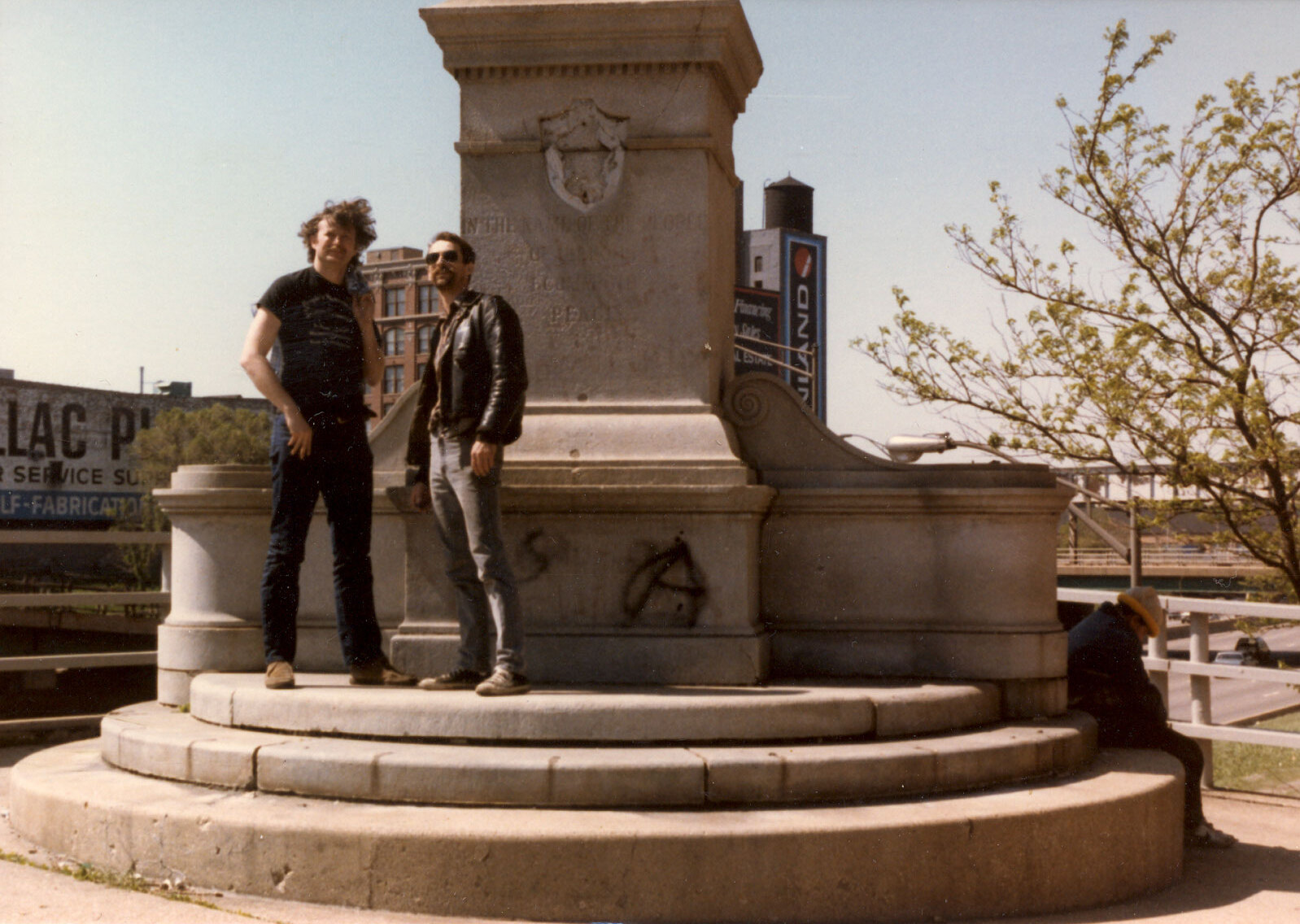
位于芝加哥干草市场的警察纪念碑基座，摄于1986年5月，拍摄后不久该基座便被拆除

1968年5月4日，干草市场事件发生82周年后，警察和示威者在铜像附近抗议越南战争的活动中发生了冲突，随后雕像被人用黑色喷漆涂污破坏。1969年10月6日，在“愤怒之日”抗议活动前不久，该雕像被地下氣象員放置在其两腿之间的一枚炸弹摧毁。爆炸所产生的声波打破了附近的近100扇窗户，并使得雕像的碎片散落到了下面的肯尼迪高速公路上。雕像于1970年5月4日被完全重建并再度揭幕，但5个月后再次被地下气象员炸毁。之后这座雕像又再次被重建，时任芝加哥市长的理查德·约瑟夫·戴利雇人在再次重建的雕像前站岗以免再发生炸弹袭击，该项事务每年花费达67440美元。雕像本身于1972年被移至芝加哥警察局总部的大厅中，1976年又被移至芝加哥警察学院的封闭庭院中。而其原本的基座仍在干草市场广场附近，并在30年的涂鸦破坏和老化后变得破败不堪，且成为了无政府主义的地标。2007年6月1日，雕像被重新置于新的基座上，马蒂亚斯·德根警官的曾孙女杰拉尔丁·多塞卡在芝加哥警察局总部亲手为其揭幕。
1992年，当年菲尔登、施皮斯和帕森斯演讲位置一旁的人行道上立起了一块铜质标牌，上面写道：

在这里，劳工和产业家之间十年的斗争达到了顶峰，造成了一场许多工人和警察惨死的冲突。1886年5月4日，参加劳工集会的观众们聚集在克兰巷口，而当一支警察队伍走到德普兰斯街时，一枚炸弹从巷子南面飞来。由此导致的审判使劳工运动引起了全世界的关注，并在许多城市开创了“五一”工人集会的习俗。

市长李察·米高·戴利，立于1992年3月25日

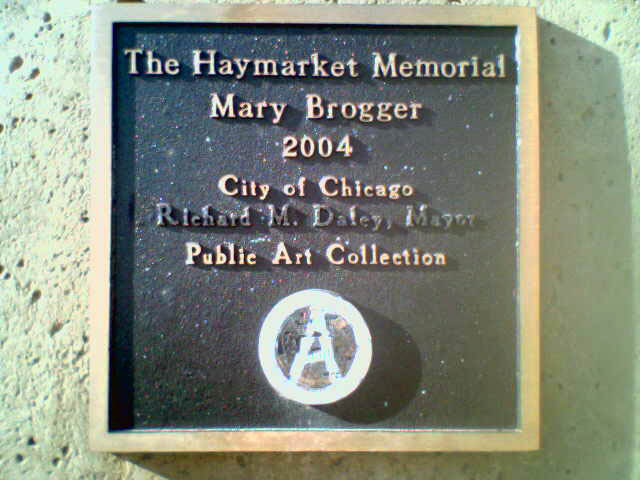
玛丽·布罗格的纪念碑下方已遭到破坏的标注

2004年9月14日，戴利市长和芝加哥警察工会主席等当地工会领导人一同为芝加哥艺术家玛丽·布罗格的纪念碑揭幕。该纪念碑高15英尺（4.5米），外形类似当年劳工领导人演讲时使用的马车。这座纪念碑可能会成为拟议中当地“劳工公园”的中心，象征干草市场的集会和言論自由。该项议案还包含一个国际纪念墙、人行道上的标牌、一个文化塔、一片座位区和一批横幅，但相关施工尚未开始。

### 引用
1. ↑  Act II: Let Your Tragedy Be Enacted Here, Moment of Truth （页面存档备份，存于）, 2000, The Dramas of Haymarket, Chicago Historical Society, "The details are factually incorrect, because by all accounts Fielden ended his speech before the bomb was thrown, and because the riot did not begin until after the explosion. In [this] depiction, the speech, the explosion, and the riot all take place at once. [该图的细节与事实不符，因为根据所有的描述，菲尔登在炸弹被扔出之前就结束了演讲，而且骚乱在爆炸之后才开始。而在这里，演讲、爆炸和骚乱都是同时发生的。]"
2. ↑  . Cityofchicago.org.   [2012-03-18]. （原始内容存档于2009-05-06）.
3. ↑  . ShareAmerica. 2014-08-13  [2021-11-16]. （原始内容存档于2021-11-16） （中文（简体））.
4. ↑   [干草市场暴乱 | 历史，结果与劳工骑士团]. Encyclopedia Britannica.   [2019-09-01]. （原始内容存档于2019-11-09） （英语）.
5. ↑  Timothy Messer-Kruse, The Haymarket Conspiracy: Transatlantic Anarchist Networks (2012)
6. ↑  Smith, Carl. . The Dramas of Haymarket. Chicago Historical Society and Northwestern University.   [2017-12-30]. （原始内容存档于2018-04-23）.
7. ↑  See generally, Gilmer, Harry L. . Haymarket Affair Digital Collection. Chicago Historical Society. 1886-07-28  [2017-12-30]. （原始内容存档于2018-04-27）.
8. ↑  See generally,Thompson, Malvern M. . Haymarket Affair Digital Collection. Chicago Historical Society. 1886-07-27  [2017-12-30]. （原始内容存档于2018-04-27）.
9. ↑  Altgeld, John P. . digital.lib.niu.edu. 1893-06-26  [2019-12-10]. （原始内容存档于2021-04-12）.
10. ↑  Trachtenberg, Alexander. . Marxists.org. 2002-03 [1932]  [2008-01-19]. （原始内容存档于2018-07-15）.
11. ↑  Foner, "The First May Day and the Haymarket Affair", May Day, pp. 27–39.
12. ↑  . illinoislaborhistory.org.   [2017-10-27]. （原始内容存档于2021-05-04）. No single event has influenced the history of labor in Illinois, the United States, and even the world, more than the Chicago Haymarket Affair. It began with a rally on May 4, 1886, but the consequences are still being felt today. Although the rally is included in American history textbooks, very few present the event accurately or point out its significance. [没有哪个事件能比芝加哥的干草市场事件对伊利诺伊州、美国乃至世界劳工史的影响更大。它始于1886年5月4日的一次集会，但其结果影响至今。虽然美国历史教科书中收录了这次集会，但很少有人准确地介绍这一事件，也很少有人指出它的意义。]
13. 1 2 3  . City of Chicago Department of Planning and Development, Landmarks Division. 2003  [2008-01-19]. （原始内容存档于2006-06-14）.
14. ↑  . National Historic Landmarks Program. National Park Service. 2004-03  [2008-01-19]. （原始内容存档于2008-07-09）.
15. ↑  Huberman, Michael. . The Journal of Economic History. 2004-12, 64 (4): 971  [2021-04-18]. JSTOR 3874986. doi:10.1017/s0022050704043050. （原始内容存档于2021-04-18）.
16. ↑  Barrett, James R. . . Chicago History Museum, Newberry Library, Northwestern University.   [2012-04-02]. （原始内容存档于2021-02-26）.
17. ↑  Moberg, David. . . Chicago History Museum, Newberry Library, Northwestern University.   [2012-04-02]. （原始内容存档于2021-01-25）.
18. ↑  Reiff, Janice L. . . Chicago History Museum, Newberry Library, Northwestern University.   [2012-04-02]. （原始内容存档于2021-02-25）.
19. ↑  Kemmerer, Donald L.; Edward D. Wickersham (January 1950). "Reasons for the Growth of the Knights of Labor in 1885–1886". Industrial and Labor Relations Review 3 (2): 213–220.
20. ↑  Henry David, The History of the Haymarket Affair (1936), introductory chapters, pages 21 to 138
21. ↑  . The Guide to Life, The Universe and Everything. BBC. 2001-10-04  [2008-01-19]. （原始内容存档于2011-05-02）. (It is) Resolved ... that eight hours shall constitute a legal day's labor from and after May 1, 1886, and that we recommend to labor organizations throughout this district that they so direct their laws so as to conform to this resolution by the time named.
22. ↑  . The Guide to Life, The Universe and Everything. BBC. 2001-10-04  [2008-01-19]. （原始内容存档于2011-05-02）.
23. ↑  Winik, Jay. The Great Upheaval: America and the Birth of the Modern World, 1788-1800. New York: HarperCollins, 2007 page 153
24. 1 2 3  Avrich, The Haymarket Tragedy, p. 186.
25. 1 2  Foner, May Day, p. 27.
26. ↑  Foner, May Day, pp. 27–28.
27. 1 2  Foner, May Day, p. 28.
28. ↑  According to Henry David there were strikes by "no less than 30,000 men", and "perhaps twice that number (i.e., 80,000) were out on the streets participating in or witnessing the various demonstrations..."
29. ↑  David, The History of the Haymarket Affair, pp. 177, 188.
30. ↑  The existence of an 80,000 person march down Michigan Avenue, described by Avrich (1984), Foner (1986), and others, has been questioned by historian Timothy Messer-Kruse （页面存档备份，存于）, who claims to have found no specific reference to it in contemporary sources and notes that David (1936) doesn't mention it.
31. 1 2  Green, Death in the Haymarket, pp. 162–173.
32. ↑  Avrich, The Haymarket Tragedy, p. 190.
33. ↑  Avrich, The Haymarket Tragedy, p. 193.
34. ↑   M. : 255  [2017-12-30]. （原始内容存档于2021-02-25）.
35. 1 2  Nelson, Bruce C. . New Brunswick, N.J.: Rutgers University Press. 1988: 189. ISBN 0-8135-1345-6.
36. ↑  . Chicago: Barnard & Gunthorpe. . vol. II, p. 129. OCLC 36384114., quoted in Avrich, The Haymarket Tragedy, pp. 199–200.
37. 1 2  Nelson, Beyond the Martyrs, p. 188.
38. 1 2 3 4 5   [芝加哥街头的骚乱和流血事件] (PDF). The New York Times. 1886-05-05  [2012-02-29]. （原始内容存档于2014-05-05）.，这篇文章于1886年5月4日被第一次登出，随后被多家媒体转载
39. ↑  New York Times article datelined May 4, headlined "Anarchy's Red Hand" and dated May 6, reproduced on the University of Missouri-Kansas City School of Law website （页面存档备份，存于）.
40. ↑  Avrich (1984), pp. 205–206.
41. ↑  . Chicago Historical Society.   [2017-12-30]. （原始内容存档于2021-06-21）.
42. ↑   [芝加哥的致命枪声]. The New York Times. 1886-05-14  [2012-02-28]. （原始内容存档于2016-08-21）.
43. 1 2  Messer-Kruse, Timothy, James O. Eckert Jr., Pannee Burckel, and Jeffrey Dunn.  [干草市场的炸弹：重新评估证据]. Labor: Studies in Working-Class History of the Americas (Duke University). 2005, 2 (2): 39–52. ISSN 1547-6715. doi:10.1215/15476715-2-2-39.
44. ↑  Schaack, Anarchy and Anarchists, pp. 146–148.
45. ↑  Bonfield, John. . Haymarket Affair Digital Collection. Chicago Historical Society. 1886-05-30  [2017-12-30]. （原始内容存档于2021-06-21）.
46. ↑  Chicago Tribune, 1886-06-27, quoted in Avrich, The Haymarket Tragedy, p. 209.
47. ↑  . Officer Down Memorial Page.   [2019-06-02].
48. ↑  . Officer Down Memorial Page.   [2019-06-02].
49. ↑  . Officer Down Memorial Page.   [2019-06-02].
50. ↑  . Officer Down Memorial Page.   [2019-06-02].
51. ↑  . Officer Down Memorial Page.   [2019-06-02].
52. ↑  . Officer Down Memorial Page.   [2019-06-02].
53. ↑  . Officer Down Memorial Page.   [2019-06-02].
54. ↑  . Officer Down Memorial Page.   [2019-06-02].
55. ↑  . The Dramas of Haymarket. Chicago Historical Society. 2000  [2017-12-30]. （原始内容存档于2021-06-21）.
56. ↑  Schaack, Michael J.  (PDF).  [安那其与无政府主义者：欧美红色恐怖及社会革命史，共产主义、社会主义和虚无主义学说与实践。芝加哥干草市场的阴谋，以及对阴谋者的侦察和审判]. Chicago: F. J. Schulte & Co. 1889: 155  [2008-01-19]. OCLC 185637808. （原始内容存档于2021-04-21）. After the moment's bewilderment, the officers dashed on the enemy and fired round after round. Being good marksmen, they fired to kill, and many revolutionists must have gone home, either assisted by comrades or unassisted, with wounds that resulted fatally or maimed them for life. ... It is known that many secret funerals were held from Anarchist localities in the dead hour of night. [在片刻的迷惑之后，警察们冲向敌人，一轮又一轮地射击。优秀的射手们开枪是为了毙敌。许多革命者一定是在战友的帮助下或在无人帮助的情况下，带着致命的伤痛或终生残废回到了家。……众所周知，许多无政府主义者在夜深人静的时候秘密地举行了葬礼。]
57. ↑  Chicago Herald, May 5, 1886, quoted in Avrich (1984), pp.209–210.
58. ↑  Schaack, Michael J. (1889), Anarchy and Anarchists, pp. 149–155.
59. ↑  Nelson, Beyond the Martyrs, pp. 188–189.
60. ↑  Winik, Jay. The Great Upheaval: America and the Birth of the Modern World, 1788-1800. New York: HarperCollins, 2007  Page 238
61. ↑  Avrich (1984), pp. 221–32.
62. ↑  David, The History of the Haymarket Affair (1936), pages 178–189
63. 1 2  Morn, Frank. . Bloomington, Ind.: Indiana University Press. 1982: 99. ISBN 0-253-32086-0.
64. 1 2 3 4 5 6  Schaack, "Core of the Conspiracy" （页面存档备份，存于）, Anarchy and Anarchists, pp. 156–182.
65. ↑  Schaack, "My Connection with the Anarchist Cases" （页面存档备份，存于）, Anarchy and Anarchists, pp, 183–205.
66. ↑  Messer-Kruse, Timothy (2011) , page 21
67. ↑  Messer-Kruse, Timothy, , Oxford Research Encyclopedia of American History (Oxford University Press), 2018-06-25  [2021-05-28], ISBN 978-0-19-932917-5
68. 1 2  Messer-Kruse (2011), pp. 18–21.
69. ↑  The Grand Jury returned an indictment against August Spies, Michael Schwab, Samuel Fielden, Albert R. Parsons, Adolph Fischer, George Engel, Louis Lingg, William Seliger, Rudolph Schnaubelt and Oscar Neebe for murder.
Charged with making an unlawful, willful, felonious and with malice aforethought assault on the body of Mathias J. Degan causing him mortal wounds, bruises, lacerations and contusions upon his body.See Grand jury indictments for murder, 1886 June 4.| Chicago Historical Society, Haymarket Affair Digital Collection. （页面存档备份，存于）
70. ↑  . University of Missouri-Kansas City School of Law.   [2017-12-30]. （原始内容存档于2021-12-31）.
71. ↑  Avrich, The Haymarket Tragedy (1984), pp. 260–262
72. 1 2  Avrich, The Haymarket Tragedy (1984), pp. 262–267
73. ↑  Messer-Kruse (2011). pp. 123–128
74. ↑  Robert Loerzel, Alchemy of Bones: Chicago's Luetgert Murder Case of 1897 (University of Illinois Press; 2003), p. 52.
75. ↑  . The Dramas of Haymarket. Chicago Historical Society. 2000  [2017-12-30]. （原始内容存档于2021-02-24）. From the time of the arrests following the riot to the hangings, the men held responsible for the bombing found the celebrity that they had been so eagerly seeking, if hardly on the terms they desired. ... In almost all instances, the accused achieved notoriety rather than fame, though reporters frequently remarked on their bravery in the face of the awesome fate awaiting them, and on their devotion to their families. Even these stories, however, emphasized their fanaticism and wrong-headed dedication to a dangerous and selfish cause that only hurt the ones they supposedly loved. [从暴动后的逮捕到绞刑，炸弹投掷者找到了他急切寻求的名人——尽管这些名人的地位其实并不理想。……尽管记者们经常评论被告面对等待他们的可怕命运时的勇敢，以及他们对家庭的奉献，但几乎在所有情况下，他们收获的都是恶名。而且，即使是这些报道，也会强调他们的狂热和对危险而自私的事业的错误奉献，并评价称这只会伤害他们所爱的人。]
76. ↑  . The New York Times. 1886-05-06  [2017-12-30]. （原始内容存档于2021-05-18）.
77. ↑  The New York Times, May [4] 6, 1886, quoted in Avrich, The Haymarket Tragedy, p. 217.
78. ↑  Avrich, The Haymarket Tragedy, p. 216.
79. ↑  Parsons, George Frederic. . The Atlantic Monthly. July 1886, 58: 97–113.
80. ↑  . The Dramas of Haymarket. Chicago Historical Society. 2000  [2017-12-30]. （原始内容存档于2021-02-25）.
81. ↑  Loertzel, Alchemy of Bones, p. 52.
82. ↑  122 Ill. 1 (1887).
83. ↑  123 U.S. 131 (1887).
84. ↑  . Chicago Tribune. 1887-11-11: 1.
85. ↑  Chi, Zou. . The News Lens 關鍵評論網. 2014-05-02  [2022-01-28]. （原始内容存档于2022-01-28） （中文（臺灣））. 其中一位工運領袖史比司（August Vincent Theodore Spies）在臨刑前說：「終會有一天，我們死亡的沈默，會遠比今天你們所要壓制的言論更為宏亮有力！」
86. 1 2  Avrich, The Haymarket Tragedy, p. 393.
87. ↑  Messer-Kruse (2011). p. 181.
88. ↑  John J. Miller, "What Happened at Haymarket? A historian challenges a labor-history fable" （页面存档备份，存于）, National Review, February 11, 2013. Retrieved September 6, 2017.
89. ↑  . Chicago Historical Society.   [2017-12-30]. （原始内容存档于2021-11-27）.
90. ↑  John A. Farrell, Clarence Darrow: Attorney for the Damned (New York: Doubleday, 2011), p. 5 and passim.
91. ↑  . Port Huron Daily Times (Port Huron, Michigan). 1893-06-27: 1  [2018-05-04]. （原始内容存档于2018-06-27） –Newspapers.com.
92. ↑  Quoted in Stanley Turkel, Heroes of the American Reconstruction: Profiles of Sixteen Educators (McFarland, 2009) p. 121.
93. ↑  Morn. . 1982: 99. ISBN 0-253-32086-0. On April 9, 1885, Pinkertons shot and killed an elderly man at the McCormick Harvester Company Works in Chicago. On October 19, 1886, they shot and killed a man in Chicago's packinghouse district. More info.
94. ↑  ACT V Raising the dead: Absolute Pardon, （页面存档备份，存于） Chicago Historical Society (2000)
95. ↑  Illinois Governor John Peter Altgeld （页面存档备份，存于） National Governors Association (2011).
96. ↑  The Debs Case: Labor, Capital, and the Federal Courts of the 1890s, Biographies, John Peter Altgeld （页面存档备份，存于） Federal Judicial Center.
97. 1 2 3  Teaford, Jon C. . Reviews in American History. 2006, 34 (3): 350–354. JSTOR 30031536. S2CID 144084130. doi:10.1353/rah.2006.0051.
98. ↑  Thale, Christopher. . . Chicago History Museum, Newberry Library and Northwestern University.   [2012-04-01]. （原始内容存档于2022-01-06）.
99. ↑  Smith, Carl. . The Dramas of Haymarket. Chicago Historical Society and Northwestern University.   [2017-12-30]. （原始内容存档于2021-02-25）.
100. ↑  Smith, Carl. . The Dramas of Haymarket. Chicago Historical Society and Northwestern University.   [2017-12-30]. （原始内容存档于2021-02-25）.
101. ↑  Mann, Leslie. . Chicago Tribune. 2011-09-14  [2017-11-01]. （原始内容存档于2017-11-07）.
102. 1 2  Nathan Fine, Labor and Farmer Parties in the United States, 1828–1928. New York: Rand School of Social Science, 1928; pg. 53.
103. ↑  . New-York Tribune. 1887-05-04  [2015-05-01]. （原始内容存档于2016-03-05）.
104. ↑  Stanford, Leland, 1887. Co-operation of Labor. Special Collection 33a, Box 7, Folder 74, Stanford University Archives. PDF （页面存档备份，存于）
105. ↑  Foner, May Day, p. 40.
106. ↑  Foner, May Day, p. 41.
107. ↑  . 中文马克思主义文库.   [2022-03-26]. （原始内容存档于2022-04-21） （中文（简体））. 在一个作为永久规定的日子里，组织大规模的国际性游行示威，以便在一切国家和一切城市，劳动者都在同一天里要求执政当局从法律上把工作日限制在8小时以内，并实现巴黎国际代表大会的其他一切决议。
108. 1 2  Foner, May Day, p. 42.
109. ↑  Foner, May Day, p. 45.
110. ↑  Foner, May Day, pp. 45–46.
111. ↑  Roediger, Dave, "Mother Jones & Haymarket", in Roediger and Rosemont, eds., Haymarket Scrapbook, p. 213.
112. ↑  Foner, May Day, p. 104.
113. ↑  Goldman, Emma. . New York: Dover Publications. 1970: 7–10, 508 [1931]. ISBN 0-486-22543-7.
114. ↑  Avrich, The Haymarket Tragedy, p. 434.
115. ↑  Avrich, The Haymarket Tragedy, pp. 433–434.
116. ↑  Gilmer, Harry L. . Haymarket Affair Digital Collection. Chicago Historical Society. 1886-07-28  [2017-12-30]. （原始内容存档于2018-04-27）.
117. ↑  Thompson, Malvern M. . Haymarket Affair Digital Collection. Chicago Historical Society. 1886-07-28  [2017-12-30]. （原始内容存档于2018-04-27）.
118. ↑  绞刑后，赖策尔曾告知另一位无政府主义者乌尔班·哈通博士，称：“我们已经知道谁是投掷炸弹的人了，但是我们不准备说出去，因为即便他承认了自己是投掷者，我们的同志也回不来了”，摘自卡尔·诺尔德1933年1月12日至昂内斯·英格利斯的信件，后被录入至阿夫里希的专门史中：Avrich, The Haymarket Tragedy, p. 442.
119. ↑  . Chicago History Museum.   [2020-10-22]. （原始内容存档于2021-12-31）.
120. ↑  Baumann, Edward. . chicagotribune.com. Chicago Tibune. 1986-04-27  [2020-10-22]. （原始内容存档于2021-12-31）.
121. ↑  Messer-Kruse, The Trial of the Haymarket Anarchists, p. 74. Avrich also suggests the bomber might have been a shoemaker named George Schwab (no relation to hanged defendant Michael Schwab). Anarchist George Meng, has recently also been mentioned "Who Threw the Bomb", The Dramas of the Haymarket, Chicago Historical Society and Northwestern University website （页面存档备份，存于）.
122. ↑  Messer-Kruse, The Trial of the Haymarket Anarchists, p. 182.
123. ↑  露西·帕森斯在1933年1月17日致卡尔·诺尔德的信中称，哈里斯的书“从封面到尾页的每一页都充斥着谎言”, quoted in David, The History of the Haymarket Affair, p. 435.
124. ↑  David, The History of the Haymarket Affair, p. 428.
125. ↑  Avrich, The Haymarket Tragedy, pp. 444–45.
126. ↑  Avrich, Paul, "The Bomb-Thrower: A New Candidate", in Roediger and Rosemont, eds., Haymarket Scrapbook, pp. 71–73.
127. ↑  Dyer Lum, quoted in David, The History of the Haymarket Affair, pp. 426–427.
128. ↑  David, The History of the Haymarket Affair, pp. 430–431.
129. ↑  Altgeld, John P. . Haymarket Affair Digital Collection. Chicago Historical Society. 1893-06-26  [2017-12-30]. （原始内容存档于2017-11-12）.
130. ↑  David, The History of the Haymarket Affair, pp. 428–429.
131. ↑  David, The History of the Haymarket Affair, p. 431.
132. ↑  Avrich, The Haymarket Tragedy, pp. 444.
133. ↑  David, The History of the Haymarket Affair, pp. 429–430.
134. ↑  Parsons, Albert R. . . Chicago Historical Society. 1886  [2017-12-30]. （原始内容存档于2021-12-31）.
135. ↑  Grossman, Ron. . Chicago Tribune. 1998-05-01  [2021-05-15]. （原始内容存档于2021-11-28）.
136. ↑  . www.forestparkreview.com.   [2017-10-22]. （原始内容存档于2020-12-11）.
137. ↑  Adelman, Haymarket Revisited, pp. 38–39.
138. 1 2  . Chicago Police Department weblog. Chicago Police Department. 2007-05-31  [2008-01-23]. （原始内容存档于2007-12-18）.
139. 1 2  Adelman, William J., "The True Story Behind the Haymarket Police Statue", in Roediger and Rosemont, eds., Haymarket Scrapbook, pp. 167–168.
140. 1 2  Adelman, Haymarket Revisited, p. 39.
141. 1 2 3 4  Adelman, Haymarket Revisited, p. 40.
142. 1 2 3  Avrich, The Haymarket Tragedy, p. 431.
143. ↑  Lampert, Nicholas. "Struggles at Haymarket: An Embattled History of Static Monuments and Public Interventions," 261
144. ↑  Kinzer, Stephen.  [芝加哥模棱两可的干草市场袭击纪念馆]. The New York Times. 2004-09-15  [2008-01-20]. （原始内容存档于2015-05-28）.
145. ↑  . www.marybrogger.com.   [2019-06-02]. （原始内容存档于2022-01-28）.

## 扩展阅读
英文文献
- Bach, Ira J.; Mary Lackritz Gray. . Chicago: University of Chicago Press. 1983. ISBN 0-226-03399-6.
- Fireside, Bryna J. . Berkeley Heights, N.J.: Enslow Publishers. 2002. ISBN 0-7660-1761-3.
- Harris, Frank. . London: John Long. 1908. OCLC 2380272.
- Hucke, Matt; Ursula Bielski. . Chicago: Lake Claremont Press. 1999. ISBN 0-9642426-4-8.
- Kvaran, Einar Einarsson.  (unpublished manuscript).
- Lieberwitz, Risa, "The Use of Criminal Conspiracy Prosecutions to Restrict Freedom of Speech: The Haymarket Trial," in Marianne Debouzy (ed.), In the Shadow of the Statue of Liberty: Immigrants, Workers, and Citizens in the American Republic, 1880–1920. Urbana, IL: University of Illinois Press, 1992; pp. 275–291.
- Lum, Dyer. . (reprint in 2005) Adamant Media Corporation. 1887. ISBN 978-1-4021-6287-9.
- McLean, George N. . Chicago: R.G. Badoux & Co. 1890.
- Parsons, Lucy. . Chicago: L. E. Parsons. 1889.
- Riedy, James L. . Urbana, Ill.: University of Illinois Press. 1979. ISBN 0-252-01255-0.
- Smith, Carl. . Chicago: University of Chicago Press. 1995. ISBN 0-226-76416-8.

中文文献
- 刘书林. . 高校马克思主义理论研究. 2016, 2 (03): 69–75  [2022-01-28]. ISSN 2096-1170.
- 杨玉生; 张世鹏. . 北京大学学报 (哲学社会科学版). 1986, (5): 111–117  [2022-01-28]. ISSN 1000-5919.